# August Janisch
August Janisch OCist (* 6. Juli 1942 in Sankt Ruprecht an der Raab, Steiermark, Österreich) ist ein römisch-katholischer Geistlicher.

## Leben und Wirken
August Janisch studierte Theologie an der Grazer Universität, wurde 1963 Mitglied der katholischen Studentenverbindung K.Ö.St.V. Babenberg Graz im ÖCV und empfing 1966 die Priesterweihe. Von 1980 bis 2000 war er Pfarrer in der oststeirischen Pfarre Hartberg. Zudem engagierte er sich als Diözesandirektor des Päpstlichen Missionswerkes Missio Steiermark. 1990 erfolgte durch den Grazer Bischof Johann Weber die Ernennung zum Konsistorialrat.
Vermutlich aufgrund seines Engagements für Flüchtlinge wurde er am 3. Dezember 1993 erstes Briefbombenopfer des Bombenattentäters Franz Fuchs. 1995 erhielt er den Anerkennungspreis des Bruno Kreisky Preises für Verdienste um die Menschenrechte.
2000 absolvierte Janisch ein Sabbatjahr im Stift Rein und trat danach der Ordensgemeinschaft der Zisterzienser bei. Als Ordensnamen wählte er seinen Taufnamen. 2005 legte er die ewige Profess ab. Er war Vorstandsmitglied von „Klösterreich“, einem Interessensverbund der Stifte, Klöster und Orden Österreichs.
Der zeitgenössische Tourismusbetrieb des Stiftes, die regelmäßigen Ausstellungen im Klosterareal sowie die 10-jährigen Renovierungsarbeiten der Reiner Stiftskirche sind wesentlich mit den Initiativen Janischs verbunden.

## Auszeichnungen
- 2017: Josef-Krainer-Heimatpreis[8] für seine Verdienste um die „Kulturguterhaltung“.